# キオクシア
キオクシア株式会社（KIOXIA Corporation）は、東京都港区芝浦に本社を置き、主にNAND型フラッシュメモリを製造する日本の半導体メーカーである。純粋持株会社キオクシアホールディングス株式会社（KIOXIA Holdings Corporation、旧・東芝メモリホールディングス株式会社）の完全子会社である。
半導体メーカー売上高ランキング（IHS発表）では、2017年の市場シェア世界第8位であった。
2017年に東芝の半導体メモリ事業を分社化して設立され、2018年にグループから離脱して持分法適用会社となった。2019年10月1日付で、東芝メモリ株式会社（とうしばメモリ、Toshiba Memory Corporation）より商号変更した。
社名の「キオクシア」は、日本語の「記憶」（Kioku）と、ギリシャ語で「価値」を意味する「axia（アクシア）」を組み合わせたもので、社内公募で選ばれたもの。⼀般社団法⼈⽇本ネーミング協会が主催する「日本ネーミング大賞2023」において「優秀賞」に選定された。
ブランドキャッチコピーは「「記憶」で世界をおもしろくする」。

## 沿革
NAND型フラッシュメモリは、工学博士である舛岡富士雄が東芝に勤務していた1980年代に発明したものである。東芝の半導体メモリ事業の主力製品は、このNAND型フラッシュメモリとその応用製品（ソリッドステートドライブなど）であった。半導体メモリ事業は直近の2015年（平成27年）度に、8,456億円の売上で1,100億円の営業利益を稼ぎ出し、東芝の主力事業のひとつとなっていた。また、スマートフォンの大容量化、データセンターにおけるSSDの普及などを背景に、将来性も申し分ない事業であったため、東芝は2016年（平成28年）3月の段階で、半導体メモリ事業を原子力事業と並ぶ「経営の柱」に位置付けていた。
ところが同年12月、東芝グループの原子力企業ウェスチングハウス・エレクトリック・カンパニーが買収した原子力サービス会社CB&I（ストーン&ウェブスター）の資産価値が想定を大きく下回ったため、親会社の東芝は、巨額の損失額を会計計上せざるを得ない状況となった。その結果、何の資本対策もとらない場合、東芝は2016年度期末決算で大幅な債務超過に陥り、東京証券取引所第二部に降格する見通しまで示された。
債権者に迷惑をかけることなく債務超過を解消する方法は、増資（新株の発行）や優良資産・事業の売却の二つである。しかし東芝の場合、2015年に発覚した粉飾決算の影響で東京証券取引所と名古屋証券取引所から「特設注意市場銘柄」に指定されていたため、増資による債務超過解消は不可能であった。更に、優良子会社東芝メディカルシステムズを2016年にキヤノンに売却したばかりの東芝には、債務超過の解消に必要な数千億円から数兆円規模の売却益が期待できる事業は、1年前に「経営の柱」と位置付けたはずの半導体メモリ事業しか残されていなかったのである。東芝メモリは、東芝の債務超過を解消するために、2017年（平成29年）2月10日に設立した会社である。
- 2017年
  - 4月1日、東芝本体の半導体メモリ事業は、吸収分割により東芝メモリが承継した[5]。新会社の発足に伴う行事は特になかった[13]。今後、東芝は3月29日締切りの入札に応じた企業の内から売却先を選定し、東芝メモリの株式を売却する予定である。
    - 4月1日の時点で、東芝メモリの株式入札には、アメリカ合衆国のApple、Google、Amazon.com、ウェスタン・デジタル、台湾の鴻海精密工業、大韓民国のSKハイニックスが参加し、日本の企業が参加しなかった[14]。

  - 8月31日、東芝は「産業革新機構、ベインキャピタル、日本政策投資銀行からなるコンソーシアム」、「ウェスタン・デジタル社を含む企業連合」、「鴻海精密工業を含む企業連合」の3陣営と売却交渉を継続していることを発表した[15]。
  - 9月7日、鴻海が東芝に対して行った買収提案において、アメリカのアップル、キングストンテクノロジー、日本のシャープ、ソフトバンクグループの参加が明らかになった[16]。
  - 9月28日、東芝は、ベインキャピタルを軸とする企業コンソーシアムが設立する買収目的会社株式会社Pangea（パンゲア）と、東芝メモリの全株式を2兆円で譲渡する契約を締結した。なおPangeaは、東芝から3,505億円の再出資を受けるとともに、ベインキャピタル、HOYA、SKハイニックス、Apple（アップル）、キングストンテクノロジー、シーゲイト・テクノロジー、Dell Technologies Capitalからも直接・間接に資金調達を行う[17]。
- 2018年（平成30年）
  - 6月1日、東芝からPangeaに東芝メモリの全株式が譲渡された。東芝の再出資によりPangeaの議決権比率は、BCPE Pangea Cayman, L.P.が49.9%、東芝が40.2%、HOYAが9.9%となり、日本企業が過半数を占めている。なお東芝の議決権のうち33.4%分は、産業革新機構及び日本政策投資銀行が各々16.7%について指図権を持っている[6]。
  - 8月1日、Pangeaが（初代）東芝メモリを吸収合併し、（2代目）東芝メモリに社名変更した[18][19]。これをもって一連の買収手続きが完了した[19]。
- 2019年（平成31年）
  - 3月1日、単独株式移転により東芝メモリホールディングス（現・キオクシアホールディングス）を設立、その傘下に異動した[3]。
  - 10月1日、東芝メモリホールディングス株式会社をキオクシアホールディングス株式会社に、東芝メモリ株式会社をキオクシア株式会社に、それぞれ社名変更を実施。[20][21]
- 2024年（令和6年）
  - 12月18日、キオクシアホールディングスが東京証券取引所プライム市場に株式を上場[22]。

## 主な製品

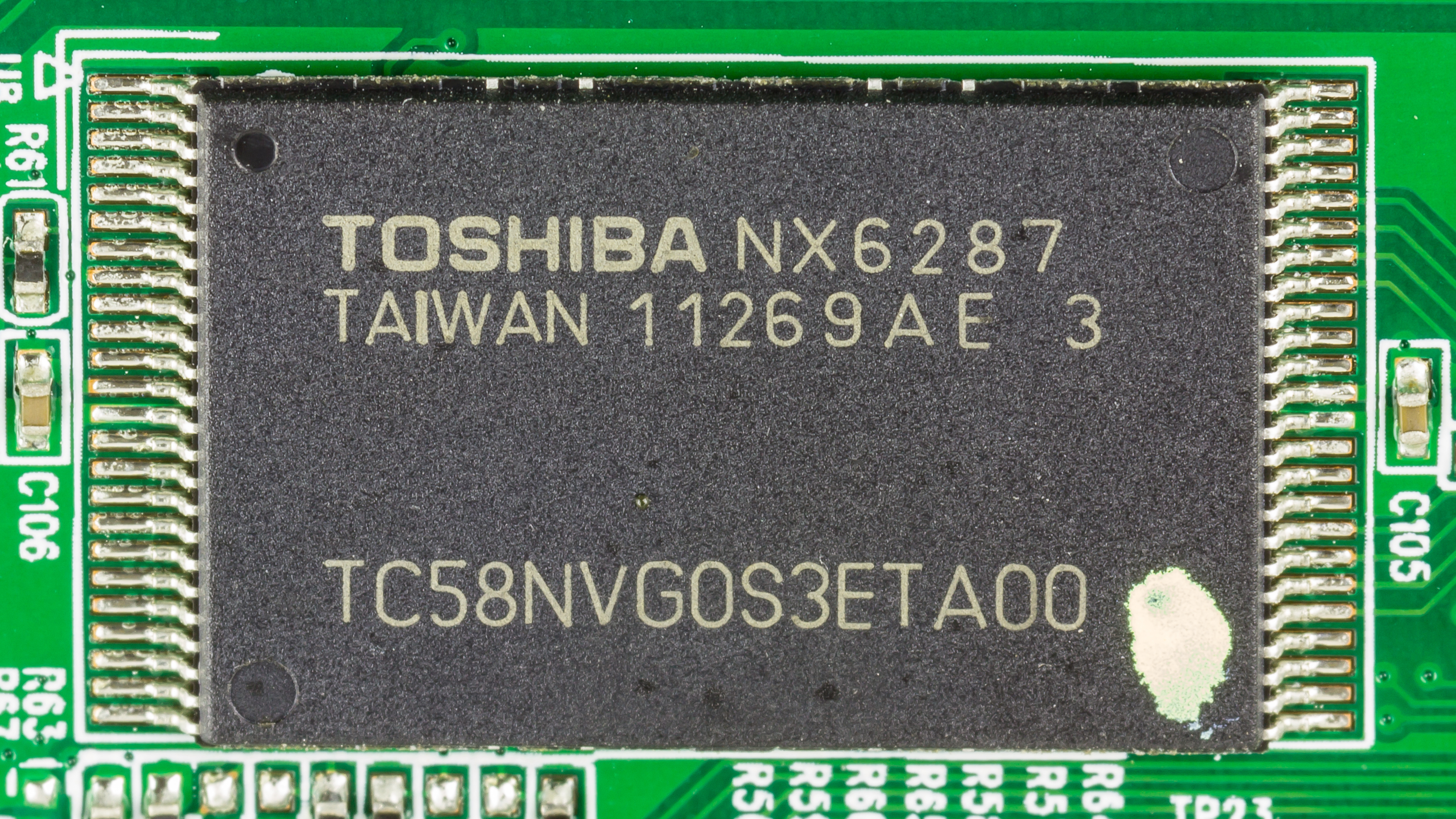
旧:東芝製のNAND型フラッシュメモリ（128M x 8ビット）

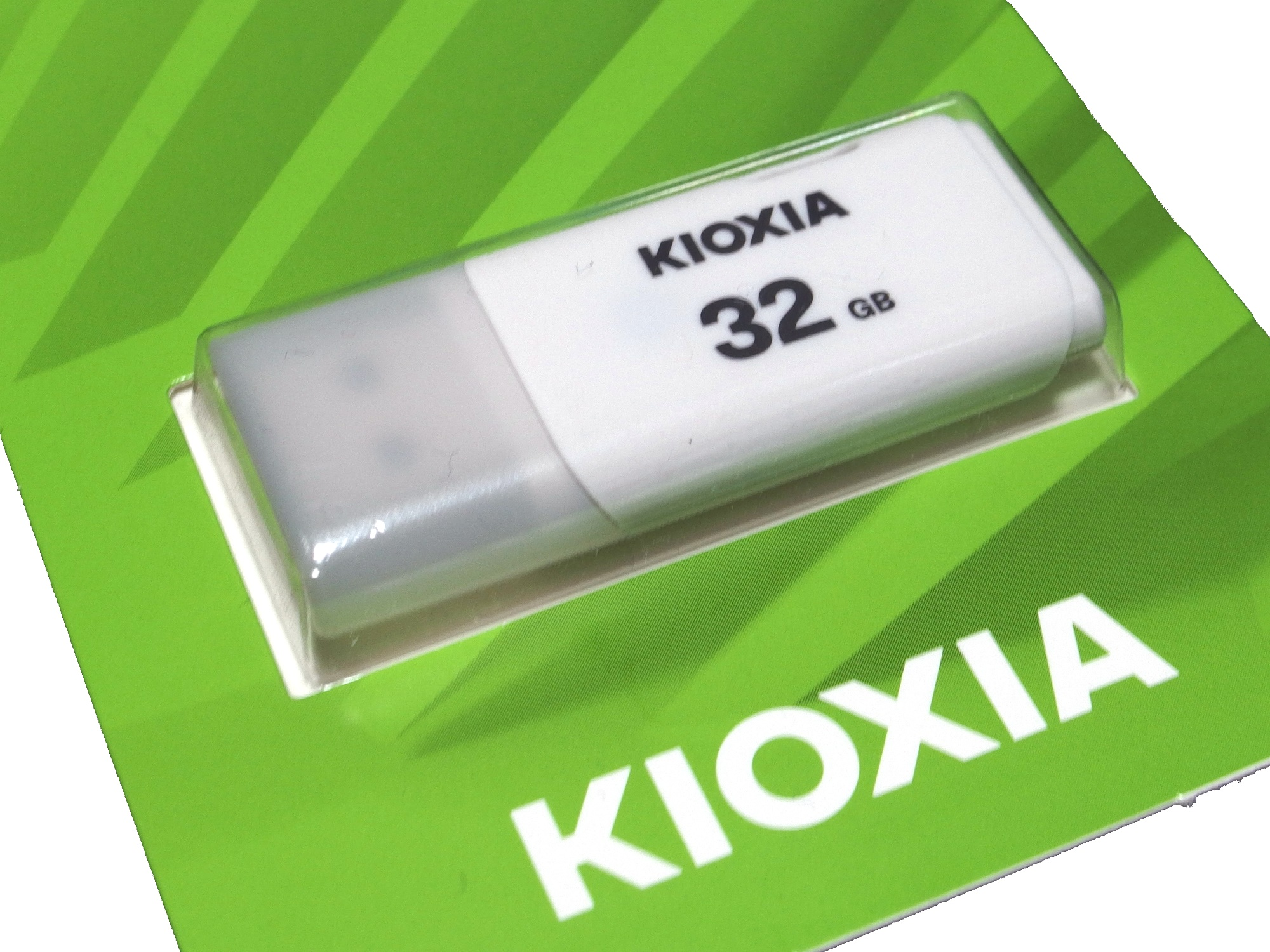
USBフラッシュメモリ（32GB）

フラッシュメモリ
東芝は、舛岡富士雄を中心にフラッシュメモリの開発を進め、1980年にNOR型フラッシュメモリを、1986年にNAND型フラッシュメモリを発明した。
DRAMでのサムスン電子を始めとする、外国企業への技術流出の反省から、NAND型フラッシュメモリ開発では、サンディスクと共同で三重県の四日市市の四日市工場で生産し、日本での製造を徹底して、秘密主義と集中投資の方針を貫き、2006年から2008年までの2年間、世界シェア2位を確保していた。iPod nanoなど、フラッシュメモリ型オーディオプレーヤーやSDメモリーカードなどにフラッシュメモリを提供していた。
他社へのフラッシュメモリ供給に限らず、自社ブランドのUSBフラッシュメモリ「TransMemory」シリーズやSDメモリーカード「EXCERIA」シリーズ、SSD「EXCERIA」シリーズも展開している。
USBフラッシュメモリ「TransMemory」シリーズ
SDメモリーカード「EXCERIA」シリーズ
SSD (Solid State Drive)「EXCERIA」シリーズ

## 拠点

### 四日市工場
四日市工場はウェスタン・デジタル傘下のサンディスクと共同で投資を行ったメモリ事業の一大拠点であり、東芝とサンディスクのNAND型フラッシュメモリの全量を三重県の四日市市で生産している。所在地（三重県四日市市山之一色町800番地）は、四日市市中心部（近鉄四日市駅）から車で30分程度、東名阪自動車道の四日市東ICから車で5分の場所である。
2016年12月時点で、敷地面積は約61.0ヘクタール、従業員数は6,200人であり（物流関係を含めると1万人以上）、世界でも有数規模の半導体メモリ製造工場である。
四日市工場は1992年（平成4年）1月に発足し、翌年から本格稼働を始めた。当初の生産品目はDRAMであったが、1999年（平成11年）にNAND型フラッシュメモリの生産を開始する一方、2001年（平成13年）に汎用DRAMの生産を終了した。以降2017年（平成29年）に至るまで、主力製品は一貫してNAND型フラッシュメモリである。
1993年（平成5年）に「第1製造棟」が本格稼働してDRAMの生産を始めて以来、工場は拡張を繰り返してきた。1996年（平成8年）には「第2製造棟」の稼働が開始した。インターネット・バブル崩壊後、四日市工場は停滞期を経験したが、主力製品がNAND型フラッシュメモリに移行した後は、需要の急拡大に合わせて、工場の拡張が急速に進められた。
2005年（平成17年）には「第3製造棟」が稼動開始、2007年（平成19年）には「第4製造棟」が稼働開始、2011年（平成23年）には「第5製造棟（第1期）」が稼働開始、そして2014年（平成26年）には「第5製造棟（第2期）」が稼働開始した。2016年（平成28年）には、「第2製造棟」を取り壊して建設していた「新・第2製造棟」が竣工し、量産を開始、2018年（平成30年）には「第6製造棟」および「メモリ開発センター」が稼働を開始した。

### 北上工場
2017年（平成29年）9月6日、東芝は四日市工場に続く新たな拠点を岩手県の北上市に定めると発表 し、翌年7月に新製造棟建設が起工された。北上市にはシステムLSIを製造する東芝の半導体生産子会社（ジャパンセミコンダクター）があり、その近くに建設する。
北上市へのNAND型フラッシュメモリ製造工場の建設は、2008年（平成20年）に四日市工場への第5製造棟建設とともにいったん表明していた が、リーマンショック後の景気低迷などを理由として凍結されていた。
もともと、世界で先駆けてNAND型フラッシュメモリを開発し、製品化した東芝が、1992年（平成4年）に初めて量産を開始したのは岩手東芝エレクトロニクス（現・ジャパンセミコンダクター岩手事業所）においてであり、約四半世紀の時を経て、NAND型フラッシュメモリの量産拠点が岩手に戻ってくることとなった。

## 関係会社
- キオクシアシステムズ株式会社
- キオクシアエンジニアリング株式会社（旧・中部東芝エンジニアリング株式会社）
- キオクシア岩手株式会社
- キオクシアエトワール株式会社

### 海外
- キオクシアアメリカ社 (Kioxia America, Inc.)
- キオクシアヨーロッパ社 (Kioxia Europe GmbH)
- キオクシアアジア社 (鎧俠亞洲有限公司)
- キオクシアシンガポール社 (Kioxia Singapore Pte. Ltd.)
- キオクシア台湾社 (台灣鎧俠股份有限公司)
- キオクシア半導体台湾社 (台灣鎧俠先進半導體股份有限公司)
- キオクシア韓国社 (키오시아코리아 주식회사 漢字:키오시아코리아 株式會社)
- キオクシア中国社(铠侠电子(中国)有限公司)
- キオクシアイスラエル社 (Kioxia Israel Ltd.)
- キオクシアテクノロジーUK社 (Kioxia Technology UK Ltd.)
- Solid State Storage Technology Corporation (建興儲存科技股份有限公司)

## 提供番組
- 小さな村の物語 イタリア (BS日テレ)

### 過去の提供番組
- ワールドビジネスサテライト（テレビ東京系）（2020年7月から2021年3月まで）